# Eva Wittke

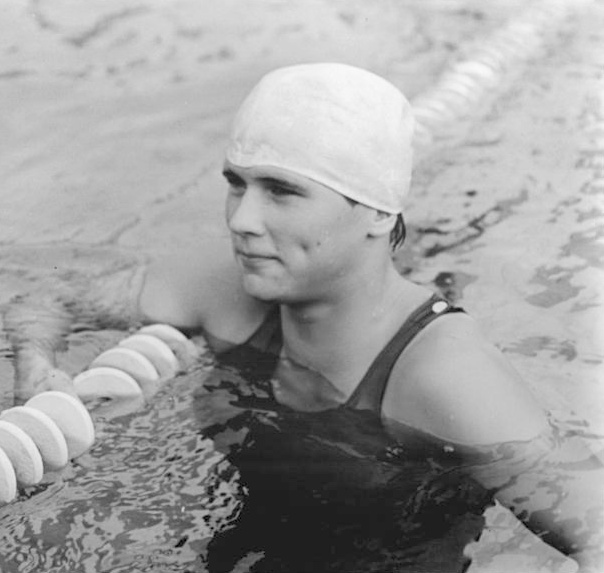
Eva Wittke (1968)

Eva Wittke (* 18. Juli 1951 in Freital), verheiratete Eva Herbst, ist eine ehemalige deutsche Schwimmerin. Sie startete 1968 für die Deutsche Demokratische Republik bei den Olympischen Sommerspielen. Zu ihrer aktiven Zeit startete sie für den SC DHfK Leipzig.

## Karriere
Vom Nationalen Olympischen Komitee der DDR wurde sie für die Olympischen Sommerspiele 1968 in Mexiko-Stadt nominiert und startete dort sowohl in der 4-mal-100-Meter-Lagenstaffel als auch über die 400 Meter Lagen. Im 400-Meter-Lagenwettbewerb scheiterte sie bereits in den Vorläufen. Mit ihrer Teamkollegin Martina Grunert und den beiden Schwimmerinnen vom SC Karl-Marx-Stadt Helga Lindner und Uta Schmuck bildete sie die 4-mal-100-Meter-Lagenstaffel der Deutschen Demokratischen Republik. Im Finale verpasste die Staffel als Fünfte eine Medaille.
Ein Jahr später stellte sie gemeinsam mit Barbara Hofmeister, Helga Lindner und Gabriele Wetzko in 4:34,8 Minuten am 23. August 1969 in Budapest einen neuen Europarekord in der 4-mal-100-Meter-Lagenstaffel auf, den eine DDR-Staffel in anderer Besetzung bereits am 15. April 1970 verbesserte.
Nach ihrer aktiven Karriere war sie in Leipzig als Trainerin tätig. Neben ihren beiden Kindern Sabine und Stefan trainierte sie unter anderem den Freiwasserschwimmer Toni Franz.

## Familie
Sie heiratete den deutschen Schwimmer Jochen Herbst, der ebenfalls an den Olympischen Sommerspielen 1968 für die DDR teilnahm. Sowohl ihre Tochter Sabine Herbst als auch ihr Sohn Stefan Herbst sind ebenfalls Schwimmer und nahmen an den Olympischen Spielen teil. Zudem ist ihr Enkel Ramon Klenz, der Sohn von Sabine, auch Schwimmer.